# ピューライクメース
ピューライクメース（古希: Πυραίχμης, Pȳraichmēs）は、ギリシア神話の人物である。長母音を省略してピュライクメスとも表記される。主に、
- パイオニアの王
- オクシュロスの部下

の2名が知られている。以下に説明する。

## パイオニアの王
このピューライクメースは、ギリシア北方のパイオニアの王。一説に河神アクシオスの子。
トロイア戦争のときパイオニア勢を率いてトロイアを救援し、ギリシア軍と戦った。トロイア軍がギリシア軍の防壁の内側に突入したとき、プローテシラーオスの船のそばの混戦の中で戦ったが、アキレウスの鎧をまとったパトロクロスの投げた槍に右肩を貫かれて殺された。パトロクロスは敵を追い払って、船に放たれた火を消した。一説にピューライクメースはディオメーデースに討たれた。

## オクシュロスの部下
このピューライクメースは、アイトーリア地方出身のエーリス王オクシュロスの部下。投石に長けた戦士で、オクシュロスがヘーラクレイダイとの盟約によってエーリス地方を得ようとしたとき、ディーオス王と対立した。ディーオス王は双方から両軍を代表して戦う戦士を選び、彼らの勝敗によってエーリスの王を決定することを提案した。この戦いにオクシュロスが選んだのがピューライクメースであり、ディーオス王の選んだエーリス軍の弓兵デグメノスと戦って勝利し、オクシュロスに勝利をもたらした。

## その他のピューライクメース
- エウボイア島の王。